# HMS Diadem (84)
Lo HMS Diadem (pennant number 84) fu un incrociatore leggero della classe Dido, entrato in servizio con la Royal Navy britannica nel gennaio 1944.
Attivo durante le fasi finali della seconda guerra mondiale, l'incrociatore partecipò sia alle operazioni navali dello sbarco in Normandia che a quelle del teatro dell'Artico, scortando i mercantili diretti in Unione Sovietica e compiendo incursioni contro la costa della Norvegia. Dopo la guerra fu ritirato dal servizio e infine venduto al Pakistan nel 1956.
Rinominato PNS Babur, l'incrociatore servì operativamente con la Pak Bahr'ya nel corso della guerra indo-pakistana del 1965 e della guerra indo-pakistana del 1971, per poi operare come nave scuola per i cadetti navali. Rinominato PNS Jahangir e relegato a compiti statici nel 1982, l'incrociatore fu radiato dal servizio nel 1984 e avviato alla demolizione nel 1985.

## Storia

### Servizio con la Royal Navy
Ordinata il 4 settembre 1939 e impostata nei cantieri navali della ditta Hawthorn Leslie and Company di Hebburn il 15 dicembre seguente, la nave fu varata il 21 agosto 1942 con il nome di HMS Diadem ("Diadema" in lingua inglese), quinta unità della Royal Navy a portare questo nome, entrando poi in servizio il 6 gennaio 1944 agli ordini del capitano Eric George Anderson Clifford.
Completate le ultime prove in mare, l'incrociatore raggiunse la base di Scapa Flow per entrare in forza al 10th Cruiser Squadron della Home Fleet e prendere quindi parte alle missioni di scorta dei "convogli artici" diretti in Unione Sovietica; la prima missione del Diadem si ebbe già nel marzo 1944, quando fece parte della scorta del convoglio JW58 diretto a Murmansk. Distaccato dai servizi di scorta all'inizio del maggio 1944, l'incrociatore fu assegnato alla flotta d'invasione alleata in vista dello sbarco in Normandia pianificato per il giugno seguente; il 6 giugno 1944 il Diadem coprì quindi gli sbarchi dei reparti britannici a Juno Beach bombardando con i suoi grossi calibri le postazioni tedesche a Bény-sur-Mer. Il 19 giugno il Diadem entrò in collisione con il traghetto Rhino al largo delle coste della Normandia, ma ciò non gli impedì di partecipare con altre unità britanniche, il 26 giugno seguente, al bombardamento di Caen in appoggio all'offensiva verso la città dei reparti a terra.
In luglio il Diadem fu assegnato al comando di Plymouth per partecipare alle missioni di intercettamento delle navi tedesche in fuga dalla zona del golfo di Biscaglia (operazioni Kinetic e Assault): il 12 agosto, in coppia con i cacciatorpediniere HMS Onslow e ORP Piorun (polacco), il Diadem partecipò all'affondamento dello Sperrbrecher 7 davanti a La Rochelle, mentre il 22 agosto bombardò le postazioni nemiche a L'Île-d'Yeu. Ai primi del settembre 1944 l'incrociatore lasciò le acque della Francia per rientrare a Scapa Flow in forza alla Home Fleet e riprendere con le missioni di scorta ai convogli mercantili diretti a Murmansk; l'incrociatore scortò i convogli JW60 e RA60 in settembre, prima di essere messo in cantiere a Rosyth in novembre per lavori di manutenzione di routine.
Alla fine di novembre il Diadem tornò in servizio attivo, continuando sia con le missioni di scorta ai mercantili diretti in Unione Sovietica ma anche alle incursioni contro il traffico navale tedesco al largo della Norvegia; in coppia con l'incrociatore HMS Mauritius, il 28 gennaio 1945 il Diadem fu coinvolto in uno scontro con cacciatorpediniere tedeschi al largo di Bergen in Norvegia, contribuendo al grave danneggiamento dell'unità tedesca Z31 ma subendo anche alcuni danni per colpi d'artiglieria nemici che richiesero un periodo di riparazioni di due settimane in febbraio. In marzo l'incrociatore fu ancora parte delle unità di scorta lungo la rotta artica, mentre tra aprile e maggio accompagnò i gruppi di portaerei britannici nelle loro incursioni aeronavali contro i porti della Norvegia. Concluse le ostilità contro la Germania, il Diadem fu impiegato prima nelle operazioni di liberazione dei Paesi Bassi e poi come unità di guardia a Copenaghen, partecipando il 28 giugno alla parata per la vittoria a Oslo insieme all'incrociatore HMS Bellona.
Dopo la guerra il Diadem servì come nave ammiraglia del 2nd Cruiser Squadron della Home Fleet fino al 1950, quando fu ritirato dal servizio attivo e posto in riserva. Nel 1956 il governo britannico autorizzò la vendita dell'incrociatore al Pakistan, e dopo lavori di ripristino e modernizzazione la nave fu consegnata ai suoi nuovi proprietari il 5 luglio 1957.

### Servizio con la Pak Bahr'ya
Dopo il passaggio al Pakistan la nave assunse il nome di PNS Babur, in onore dell'omonimo sovrano fondatore della dinastia Moghul. L'incrociatore, la maggiore unità navale in servizio con la Marina pakistana, servì inizialmente come unità d'addestramento ma fu riportato in piena condizione di combattimento nel 1963 in vista delle ostilità con l'India. Nel corso della guerra indo-pakistana del 1965, il Babur servì come unità di bandiera del commodoro Sheikh Mohammad Anwar e nave ammiraglia della piccola flotta di superficie pakistana, composta da sei cacciatorpediniere; il 7 settembre 1965 il Babur guidò le unità pakistane nell'unico significativo evento bellico navale del conflitto, andando a bombardare dal mare senza incontrare opposizione il porto indiano di Dwarka.
Dopo il conflitto il Babur fu riportato a un ruolo di nave scuola per i cadetti navali, ma tornò in servizio attivo durante la seguente guerra indo-pakistana del 1971; pur prendendo parte a missioni di pattugliamento della costa del Pakistan non fu tuttavia coinvolto in eventi bellici di sorta. Ormai obsoleto e con le caldaie in pessimo stato di manutenzione, l'incrociatore fu relegato a compiti secondari e rinominato PNS Jahangir; dopo il 1982 la nave fu definitivamente immobilizzata e trasformata in una batteria d'artiglieria antiaerea galleggiante.
Lo Jahangir fu infine radiato dal servizio nel 1984 e avviato alla demolizione nel 1985.